# Gábor Dayka
Gábor Dayka (21. března 1769, Miskolc – 20. září 1796, Užhorod) byl maďarský preromantický básník, povoláním učitel.

## Život
Pocházel z chudé krejčovské rodiny, otec mu zemřel ve dvou letech. Vstoupil do farní školy v Miskolci, kde si ho jako nadaného chlapce všimli kněží a učitelé a umožnili mu studovat v klášterní škole v Egeru. Po ukončení školy se rozhodl, že se stane knězem a vstoupil do teologického semináře v Pešti. Během studií se seznámil s myšlenkami osvícenství a v roce 1791, krátce před vysvěcením se kvůli svým názorům na náboženskou toleranci dostal do konfliktu s vedením semináře a seminář opustil.
Získal post učitele základní školy v Levoči (v Lőcse). Roku 1795 se stal profesorem na gymnáziu v Užhorodu (v Ungváru), ale onemocnění tuberkulózou ho donutilo koncem roku místo opustit. Nemoci podlehl v říjnu roku 1796 ve věku pouhých dvaceti sedmi let a byl pochován v Užhorodu na hřbitově na vrcholku hory Kalvárie.

## Dílo
Dayka patří k nejvýznamnějším představitelům maďarské sentimentální lyriky. Začal sice psát formově ukázněnou poezií rokokově klasicistického ladění a byl propagátorem anakreonské poezie, ale postupně dospěl k osobní lyrice, ve které spojoval svět přírody s intimní sférou člověka. Jeho básně jsou filosoficky vyrovnané, melodické a neobyčejně výrazově bohaté a měly velký vliv na nastupující raně romantickou maďarskou generaci básníků. Kromě toho přeložil části z Homérovy Odyssei a Colardeauovy Listy Heloisy a Abelarda.
K jeho nejvýznamnějším básním patří A rettenetes éjszaka (1790, Hrozná noc), A szép szemek (1790, Krásné oči), Titkos bú (1791, Tajný žal), A vak szerelem (1791, Slepá láska), Esdeklés a Szerelmes után (1791, Modlitba za milence) nebo A Tavasz (1792, Jaro).
Pět let po jeho smrti začal Daykovy básně sbírat jeho přítel, maďarský básník a literární kritik Ferenc Kazinczy, kterému se podařilo shromáždit jich asi padesát a vydat je v roce 1813 v Pešti.